# Sragen (ort i Indonesien)
Sragen är en ort i Indonesien.   Den ligger i provinsen Jawa Tengah, i den västra delen av landet, 500 km öster om huvudstaden Jakarta. Sragen ligger 90 meter över havet och antalet invånare är 71 522.
Terrängen runt Sragen är platt.Runt Sragen är det mycket tätbefolkat, med 1 221 invånare per kvadratkilometer. Det finns inga andra samhällen i närheten. Runt Sragen är det i huvudsak tätbebyggt.